# أ. ليونارد ألين
أ. ليونارد ألين (بالإنجليزية: A. Leonard Allen)‏ (و. 1891 – 1969 م) هو سياسي، ومحامي، ومدرس، ومدير المدرسة، ومشرف (بناء)، ومحامي المدينة أمريكي، ولد في واينفيلد، كان عضوًا في الحزب الديمقراطي، توفي في واينفيلد، عن عمر يناهز 78 عاماً.

## مناصب
تولى منصب عضو مجلس النواب الأمريكي (3 يناير 1937–3 يناير 1953)
- محامي المدينة[2]

.

## التعليم
تعلم في جامعة ولاية لويزيانا (حتى 1914)، وتعلم في مدرسة ابتدائية
.